# 江西咨议局
江西咨议局是1909年至1912年间在江西省设立的咨议局。

## 历史
1907年，清政府预备立宪，下令于各省设立咨议局。次年，江西巡抚瑞良设立“咨议局创办所”。后由继瑞良出任江西巡抚的沈瑜庆下令改为“咨议局筹办所”。同年，江西的立宪派人士成立了咨议局议案预备会。1909年，筹办所又改为筹办处。同年10月，江西省咨议局正式在南昌成立。辛亥革命爆发后，咨议局撤销，改为江西省议会。

## 议员
江西咨议局议员共计105人，其中定额93人、候补12人：
- 议长：谢远涵
- 副议长：黄大埙、郭赓平
- 议员：余仲田、张德舆、张拜扬、叶润藜、徐士信、段方祁、李隅、熊元锽、闵荷生、陈永懋、王明德、冷开运、邹安孟、袁宗濂、周扬烈、董道修、杨怀芳、谢增龄、饶正音、谢宝德、彭士芸、黄象熙、黄立大、詹联芳、张履福、罗桢、黄鸿烈、吴士材、吴树枬、傅寿康、严祖光、黎思位、邹凌沅、喻兆蕃、易子猷、杨守洛、赵效猷、谢济沂、曾纪良、叶先圻、郭回澜、江云、高玉松、钟子荣、文龢、李耀宗、罗志清、刘芳蕃、聂传曾、巫祥、饶绍唐、饶熙春、傅学璟、吴清眘、张柱、杨存基、邹国玮、程运熙、汪龙光、戴书云、黄钟、吴宝田、曾秀章、徐凤钧、范保廉、刘矞祺、王显谟、秦镜中、黄兰芳、蔡允升、王仁煦、贺赞元、孙桂芳、郭炳谟、孙振谓、郭志仁、曾沂春、巫占春、肃辉锦、罗铨、梁凤岐、周焕奎、朱寿慈、黄念鑫、董德渊、周述、刘景烈、蔡世培、陈瀛、廖光墀、欧阳勷、谢大光、唐阜昌、古廷松、王宝光、刘景熙、叶拣材、谢联珏、邱璧、杨世鼎、陈焘受、欧阳霖